# Le Samyn 2021
La Le Samyn 2021, cinquantatreesima edizione della corsa, valevole come nona prova dell'UCI Europe Tour 2021 categoria 1.1, si è svolta il 2 marzo 2021 per un percorso di 205,4 km, con partenza da Quaregnon ed arrivo a Dour, in Belgio. La vittoria è stata appannaggio del belga Tim Merlier, che ha completato il percorso in 4h34'29" alla media di 44,90 km/h, precedendo il norvegese Rasmus Tiller e l'italiano Andrea Pasqualon.
Al traguardo di Dour sono stati 125 i ciclisti, dei 170 partiti da Quaregnon, che hanno portato a termine la competizione.

## Squadre partecipanti
| N.      | Cod. | Squadra                  |
| ------- | ---- | ------------------------ |
| 1-7     | ISN  | Israel Start-Up Nation   |
| 11-17   | DQT  | Deceuninck-Quick Step    |
| 21-27   | LTS  | Lotto Soudal             |
| 31-37   | IWG  | Intermarché-Wanty-Gobert |
| 41-47   | ACT  | AG2R Citroën Team        |
| 51-57   | COF  | Cofidis                  |
| 61-67   | TQA  | Team Qhubeka Assos       |
| 71-77   | BWB  | Bingoal WB               |
| 81-87   | SVB  | Sport Vlaanderen-Baloise |
| 91-97   | AFC  | Alpecin-Fenix            |
| 101-106 | ARK  | Team Arkéa-Samsic        |
| 111-117 | BBK  | B&B Hotels               |
| 121-127 | DKO  | Delko                    |

| N.      | Cod. | Squadra                          |
| ------- | ---- | -------------------------------- |
| 131-137 | RLY  | Rally Cycling                    |
| 141-147 | TDE  | Total Direct Énergie             |
| 151-157 | UXT  | Uno-X Pro Cycling Team           |
| 161-167 | TIS  | Tarteletto-Isorex                |
| 171-177 | LCT  | Lviv Cycling Team                |
| 181-187 | BCY  | BEAT Cycling                     |
| 191-197 | DHB  | Canyon dhb SunGod                |
| 201-207 | CGF  | Équipe Continentale Groupama-FDJ |
| 211-217 | JVD  | Jumbo-Visma Development Team     |
| 221-227 | SEG  | SEG Racing Academy               |
| 231-237 | DDS  | Development Team DSM             |
| 241-247 | LPC  | Leopard Pro Cycling              |

## Ordine d'arrivo (Top 10)
| Pos. | Corridore        | Squadra     | Tempo    |
| ---- | ---------------- | ----------- | -------- |
| 1    | Tim Merlier      | Alpecin     | 4h34'29" |
| 2    | Rasmus Tiller    | Uno-X       | s.t.     |
| 3    | Andrea Pasqualon | Intermarché | s.t.     |
| 4    | Sep Vanmarcke    | Israel      | s.t.     |
| 5    | Hugo Hofstetter  | Israel      | s.t.     |
| 6    | Amaury Capiot    | Arkéa       | s.t.     |
| 7    | John Degenkolb   | Lotto       | s.t.     |
| 8    | Dimitri Claeys   | Qhubeka     | s.t.     |
| 9    | Timothy Dupont   | Bingoal     | s.t.     |
| 10   | Milan Menten     | Bingoal     | s.t.     |